# Cảng biển nước sâu Cửa Lò
Cảng biển nước sâu Cửa Lò là một bộ phận của cụm cảng Nghệ An. Cảng biển này ở xã Nghi Thiết, huyện Nghi Lộc, tỉnh Nghệ An. Theo quyết định phê duyệt hệ thống cảng biển Việt Nam đến năm 2020 của Thủ tướng Chính phủ Việt Nam, cảng biển nước sâu Cửa Lò là một cảng tổng hợp, cảng container, và là cảng đầu mối của nhóm cảng biển Bắc Trung Bộ.
Cảng được khởi công xây dựng vào ngày 7 tháng 12 năm 2010. Chủ đầu tư là Ủy ban nhân dân tỉnh Nghệ An với tổng vốn đầu tư là 490 triệu dollar Mỹ. Tư vấn thiết kế là Japan Port Corporation (Nhật Bản). Giai đoạn 1 của dự án xây dựng cảng Cửa Lò dự kiến hoàn thành vào năm 2015.
Chiều dài bến cảng là 3.020 mét, có khả năng tiếp nhận tàu trọng tải 30.000 DWT - 50.000 DWT.
Hiện tại, ở Cửa Lò vẫn có một cảng biển khác mang tên Cảng Cửa Lò đang hoạt động. Song cảng này chỉ có khả năng tiếp nhận tàu 5.000 DWT - 10.000 DWT.

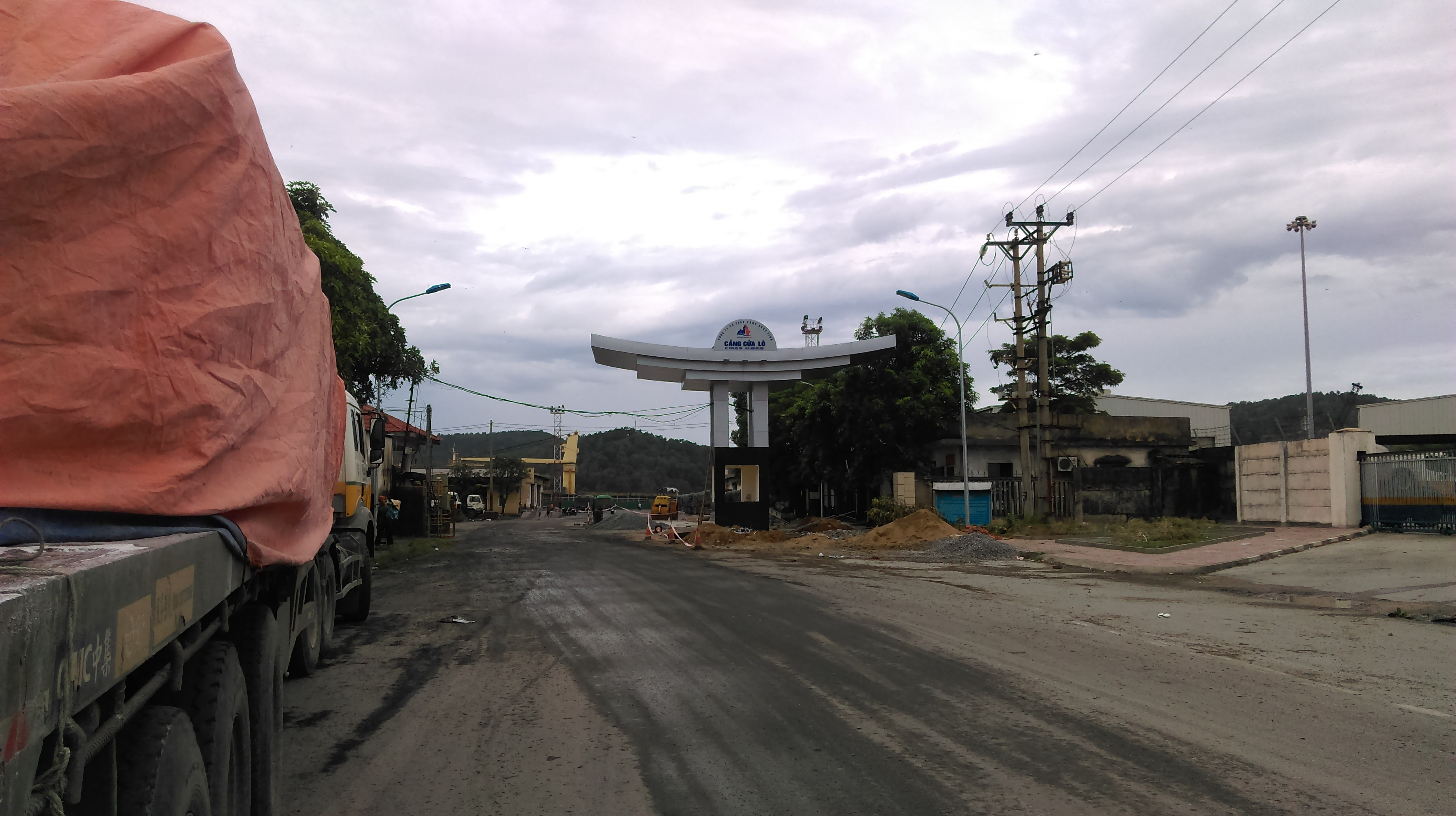
Cảng Cửa Lò, Nghệ An.